# Hunter (bài hát của Björk)
"Hunter"là một bài hát được ghi âm bởi ca sĩ - nhạc sĩ người Iceland Björk, phát hành vào năm 1998 như là đĩa đơn thứ ba từ album Homogenic. Bài hát đạt được vị trí 43 tại bảng xếp hạng UK Singles Chart và vị trí 55 tại bảng xếp hạng French Singles Chart.
Bài hát cũng được sử dụng làm nhạc phim cho bộ phim The X-Files.

## Tiếp nhận
"Hunter"nhận được nhiều lời khen và đón nhận của các nhà phê bình âm nhạc. Một số ca ngợi cho quá trình sản xuất công phu và tỉ mỉ của nó, cùng giai điệu ám ảnh và lời hát khó hiểu. Video âm nhạc minh họa cho bài hát cũng được hoan nghênh và nó được xem là một trong những video hay nhất của Björk từ trước đến nay.

## Video âm nhạc
Trong video âm nhạc, cho thấy hình ảnh Björk trọc đầu (thực ra là cô đội chiếc mũ trọc) được thể hiện từ vai trở lên. Trong suốt toàn bộ video, cô rung chuyển và biến hình, và với sự hỗ trợ của đồ họa máy tính thì từ từ và miễn cưỡng cô biến thành một con gấu Bắc cực hoạt hình (như trên bìa của đĩa đơn). Vào thời điểm video kết thúc, cô tiếp tục rung chuyển đầu để làm biến mất hình ảnh động vật và giúp cô trở thành người một lần nữa trước khi hình ảnh cô mờ dần trong nền trắng. Video âm nhạc được đạo diễn bởi Paul White từ Me Company, công ty chuyên phụ trách thực hiện thiết kế các hình ảnh nghệ thuật cho các bìa album của Björk, từ The Sugarcubes đến Homogenic.

## Ý nghĩa
Theo Björk, bài hát nói về những thứ phụ thuộc vào cô:
| “ | Tôi nghĩ đến bài hát này khi bạn có quá nhiều người làm việc cho bạn và bạn kiểu như là phải viết một bài hát hoặc mọi người bị thất nghiệp, bạn biết đấy? Trong nhiều trường hợp đó là cảm hứng nhưng trong bài hát đặc biệt này, nó làm tôi tức giận tột độ. Tôi đã sẵn sàng để nghỉ ngơi nhưng hình như nó không được công bằng cho những con người tôi làm việc chung ngay trong lúc này. | ” |

## Danh sách bài hát
UK CD1 / EU CD
1. "Hunter"(Radio edit) – 3:29
2. "All Is Full of Love"(In Love with Funkstörung) – 5:24
3. "Hunter"(µ-Ziq Remix) – 7:00

UK CD2
1. "Hunter"– 4:12
2. "Hunter"(State of Bengal Remix) – 7:47
3. "Hunter"(Skothùs Mix) – 9:12

UK CD3
1. "Hunter"(Mood Swing Remix) – 3:03
2. "So Broken"(DJ Krust Mix) – 8:13
3. "Hunter"(Live) – 4:28

Remixes
- Mood Swing Remix
- µ-ziq Remix
- Skothùs Mix
- State of Bengal Remix

## Bản hát lại của Thirty Seconds to Mars
Bài hát được hát lại bởi ban nhạc rock người Mỹ Thirty Seconds to Mars và được trích từ album phòng thu của họ, A Beautiful Lie. Lúc đầu bài hát không được lên kê hoạch đưa vào album nhưng sau đó nó đã được ghi âm và thêm vào album như một 'bonus track' sau khi album bị rò rỉ một vài tháng trước khi phát hành. Về mặt ca từ, bài hát giống hệt với bản gốc, chỉ khác biệt ở đoạn"How Scandinavian of me"được đổi thành"How American of me"; hay câu"You just didn't know me"đã được cắt bỏ trong phiên bản của Björk nhưng lại được nhóm thêm vào sử dụng lại. Phiên bản"Hunter"của Thirty Seconds to Mars đạt vị trí 29 tại bảng xếp hạng Polish Music Charts và vị trí thứ 4 tại Bồ Đào Nha.